# 岩崎琢
岩崎琢（日语：岩崎 琢，1968年1月21日—）出生自日本東京，日本音乐家，師承佐藤真、青島廣志。
畢業於東京藝術大學作曲科，在動畫和遊戲音樂領域中占有一席之地。其作曲風格老道且涉及廣泛，交響、電子、歌劇、Solu、Avant-garde、Hip-Hop等都有不淺的涉獵，總能和不同類型主題契合，而其中最廣為人知的是他的爵士、歌劇風格作品。

## 主要作品

### 樂曲提供・作曲・編曲
- 羅密歐的藍天（1995年）（片頭、片尾作曲）
- 特務戦隊シャインズマン (1996年)（片尾作編曲）
- 打機王（2000年）（與由宇あおい合作管弦樂編曲）
- 川澄綾子『Primary』（2002年）
- 福耳『あの日の風待っている』・『時の色』（2002年）（作曲）
- 牧野由依『ホログラフィー』（2011年）
- 張靚穎『就算』(電影爵跡2：冷血狂宴主題曲)（2018年）

### TV 動畫
- 此時此刻的我（1999年）
- 破壞魔定光 (2001年)
- 禁獵魔女 (2001年)
- 元氣五胞胎 (2001年)
- 閃靈二人組 (2002年)
- L/R -Licensed by Royal- (2003年) （與西田マサラ（日语：西田マサラ）合作、單曲製作）
- R.O.D -THE TV- (2003年)
- 烘焙王 (2004年)
- 黑貓 (2005年)
- 天使心 (2006年)
- 備長炭 (漫畫) (2006年)
- Ōban Star-Racers 奥本星車手（日语：オーバン・スターレーサーズ） (2006年)（法日合作動畫）
- 結界師 (2006年)
- 009-1 (2006年)
- 天元突破 紅蓮螺巖 (2007年)
- 女神異聞錄 ～三位一體之魂～ (2008年)
- SOUL EATER (2008年)
- 黑執事 (2008年)
- 刀語 (2010年)
- 黑執事II (2010年)
- C (動畫) (2011年)
- 神的记事本 (2011年)
- 便·當 (2011年)
- 軍火女王 (2012年)
- 軍火女王 PERFECT ORDER (2012年)
- JOJO的奇妙冒險 戰鬥潮流 (2013年)
- 科學小飛俠Crowds (2013年)
- 流浪神差 (2014年)
- 魔法科高中的劣等生 (2014年)
- 斬！赤紅之瞳 (2014年)
- 魔术快斗1412 (2015年)
- 科學小飛俠Crowds insight (2015年)
- 流浪神差 ARAGOTO (2015年) （與小西香葉（日语：小西香葉）、近藤由紀夫（日语：近藤由紀夫）、ELECTROCUTICA（日语：ELECTROCUTICA）等人合作）
- 文豪Stray Dogs 第一季 (2016年)
- 文豪Stray Dogs 第二季 (2016年)
- Qualidea Code (2016年)
- 尤利西斯 貞德與鍊金騎士 (2018年)
- 文豪Stray Dogs 第三季 (2019年)
- COP CRAFT (2019年)
- 白貓Project ZERO CHRONICLE 零之紀元 (2020年)
- 魔法科高中的劣等生-來訪者篇 (2020年)
- 文豪Stray Dogs 汪！ (2021年)
- 魔法科高中的優等生 (2021年)
- 文豪Stray Dogs 第四季 (2022年)
- 文豪Stray Dogs 第五季 (2023年)
- Paradox Live The Animation (2023年)
- 魔法科高中的劣等生-第三季 (2024年)
- GACHIAKUTA (2025年)

### OVA 動畫
- 神劍闖江湖-追憶篇（1998年）
- Read or Die- (2001年)
- 橫濱購物紀行（2002年）
- 神劍闖江湖-星霜篇（2002年）
- 魔法科高中的劣等生-追憶篇 (2021年)

### 劇場版 動畫
- 銀髮阿基德 (2006年)
- 天元突破 紅蓮螺巖 紅蓮篇 (2008年)
- 天元突破 紅蓮螺巖 螺巖篇 (2009年)
- 魔法科高中的劣等生 呼喚星星的少女 (星を呼ぶ少女) (2017年)
- 文豪Stray Dogs DEAD APPLE (2018年)
- 城市獵人 新宿PRIVATE EYES (2019年)
- 城市獵人 天使之淚 (2023年)
- 物怪 唐傘 (2024年)
- 物怪 火鼠 (2025年)
- 魔法科高中的劣等生 四葉継承編 (2025年)

### Web 動畫
- 佐賀県上峰町-鎮西八郎為朝 (2021年)

### 游戏
- Mercury: The Prime Master (1991年) （與山路敦司（日语：山路敦司）、松尾早人、岡元清郎（日语：岡元清郎）等人合作）
- 航空產業 (1992年)
- スーパードッグワールド (1994年)
- 麻雀大會（日语：麻雀大會）II (SFC版) (1994年)
- 太阁立志传II (1995年)
- 愛・超兄貴 (1995年)
- 愛・超兄貴 ～究極無敵銀河最強男～ (1995年)
- 真・女神轉生 惡魔召喚師 (1996年)
- 航空產業'69 (1996年)
- 刀魂 KHAN SUPER SESSION (1996年)（與"伊藤真澄、畑亞貴、伊藤善之、弁天丸"等人合作）
- 大航海时代Online (2004年)（與"三宅一德、菅野洋子"等人合作）
- Muv-Luv Alternative (2006年)（與"七瀬光、安瀬聖、南良樹、飯塚昌明、川谷吉和、Peak A Soul+、上田益、影山ヒロノブ、Angel Note、加持久忍、小泉誠司"等人合作）
- L-DIS (2008年)（與"高木みゆき、山路敦司、前田華代子、牧野紀夫、本山淳弘"等人合作）
- LORD of VERMILION IV (2017年)
- Final Fantasy XV Episode Ardyn (2019年) 單曲製作『Conditioned to Hate』feat. LotusLuice、『星神子の祈り歌』feat. Caoli Cano

### 電視劇
- 怪談 KWAIDAN III 牡丹燈籠（日语：怪談 KWAIDAN III 牡丹燈籠）（CX、1994年）
- オンリー・ユー〜愛されて〜（日语：オンリー・ユー〜愛されて〜）（愛的真諦）（NTV、1996年）
- ナチュラル 愛のゆくえ（日语：ナチュラル 愛のゆくえ）（愛的方向）（NTV、1996年）
- 夜王~YAOH~（日语：夜王#テレビドラマ）（TBS、2006年）
- 閻魔堂沙羅の推理奇譚（日语：閻魔堂沙羅の推理奇譚）（閻魔堂沙羅的推理奇譚）（NHK、2020年）

### 電影
- 爵跡2：冷血狂宴（2018年）(延至2020上映)
- 文豪Stray Dogs BEAST (2022年)
- 新·假面騎士 (2023年)

### 廣播劇
- 無責任艦長（1995年）

### 舞台劇
- 文豪Stray Dogs

## 作曲家語錄
1. 除去職業上的習慣和義務，我從未試著去聽日本電影音樂或戲劇伴奏之類的東西，如果說聽音樂不被看作是附加超過體驗的東西，當然我是沒有資格來聽的。
2. 影響作爲把想象固定下來的形態，音樂比它的對象要暧昧的多。俗話說百聞不如一見，同看相比較，聽更需要一種想象力。確實沒有固定現實性的音樂，相對于影響而言很容易居于從屬地位。著也和所謂的‘制約’聯繫在一起了。
3. 我並不認爲，一邊聽著那些只隸屬于影象的音樂一邊沈溺于精神的手淫行爲是快樂的。
4. 我希望這片天空是和那類關係無緣的。就算是畫畫和故事的需求，也希望可以在影響和故事之間編織想象的絲線，就像是那強烈的意識到力學的一點，同時有拒絕回歸表面的安甯那樣。那不是所謂的在同心圓上畫弧，反而是呈現可稱之爲抵抗記錄的雜亂或我行我素。如果走到這種不規則的軌迹的終點，能聽到人們心靈的呼喊，這點強詞奪理還是可以接受的吧。
5. 我不怎麼喜歡日本音樂。或者說不喜歡寫成日系風格的西方音樂，因此我盡量不去寫這樣的曲子。所謂的日系風格，說白了就是做成歌謠曲J-POP那樣的某種音樂，更簡單來說就是所謂的‘催淚系’。
6. ‘配樂’還是應該用在故事的說明上，比如說一個展覽會的語音導覽，沒有用觀眾能理解的語音敘述的背景音樂，那就不是說明而是雜音，或者說是耍帥用的。
7. 配樂作家以配樂的格式來創作音樂，觀眾在把它當成配樂的前提下傾聽。幾年前，我把加入了RAP的音樂當成配樂，而不是插曲來用，這很明顯已經偏離了配樂的格式。
8. 「因為那些乍聽之下不被承認是配樂，無法使用，難以駕取......」因為這些理由，配樂的格式開始漸漸等同於規矩了。但是對於來說，被這些規矩給束縛住是非常痛苦的。
9. 像我這種排除了‘萌’和‘燃’這樣的日式要素，卻依然堅持做著動畫配樂的人，實在很不可思議。但是我認為，光會適應周圍的物種，到頭來滅亡得也會很快。因此我創作的音樂都盡量地向外擴展，這也是為了生存而必須有得戰略。不過，說是這麼說，我也無法否認我現在依然被九十年代那種取樣器一般的感性所束縛orz

## 其它事項
1985年17歲時獲得（神奈川縣藝術祭合唱曲）作曲比賽第一名。
1989年獲得“日本現代音楽協会”新人賞。
2013年1月29日 初辦小型音樂會Taque Iwasaki Live 2013 First solo live event Soundtrack to the streets vol.1。
2013年4月5日 Taque Iwasaki Soundtrack to the streets vol.2。
2015年4月11日 Taque Iwasaki Soundtrack to the streets vol.3。
2015年10月20日 Taque Iwasaki LE GRAND PIANO Vol.1。
2015年12月5日 因流浪神差ARAGOTO原聲帶的Push buttons、One shot兩曲使用了伊斯蘭教召喚禮拜時的宣禮「adhan」作為取樣素材，導致已發行的原聲帶停售並全部收回，後於2016年3月重售。
2016年11月19日於紐約布魯克林與iconiQ原聲樂團合作，初辦海外小型音樂會。
2017年9月23日 Taque Iwasaki Soundtrack to the streets vol.4。
2018年受邀參與電影爵跡2：冷血狂宴的製作，為首次擔當電影的配樂。
2018年11月5日 岩崎琢・川井憲次TALK SESSION～走り続ける劇伴～。
2019年與和田薫、高梨康治等人受邀參與Symphonic Anime Orchestra
2022年與光田康典受邀參與黒執事 15 週年樂團音樂會
2023年與高梨康治、加藤達也、宮崎誠、桶狭間ありさ等人受邀參與由林ゆうき策劃的京伴祭 -KYOTO SOUNDTRACK FESTIVAL- 劇伴音樂會

## 外部連結
- 動畫網路新聞 - 岩崎琢 （页面存档备份，存于）
- Taku Iwasaki在互联网电影资料库（IMDb）上的資料（英文）
- Taku Iwasaki在MusicBrainz上的頁面（英文）
- 岩崎琢的X（前Twitter）（日語）
- officewithout （页面存档备份，存于）